# Amt Blumenau
Das Amt Blumenau war ein historischer Verwaltungsbezirk des Fürstentums Calenberg bzw. Königreichs Hannover. Übergeordnete Verwaltungsebene war die Landdrostei Hannover. Amtssitz war Schloss Blumenau und ab 1852 Wunstorf.

## Geschichte
Der Bereich des Amtes geht auf die Go Seelze zurück, die sich im Besitz der Grafen von Wunstorf befand. Die Grafen ließen nach der Aufgabe der Burg in Wunstorf das „neue Haus“ in Blumenau errichten (1320 erstmals erwähnt). 1446 verkaufte der Graf von Wunstorf seine sämtlichen Besitzungen an Bischof Magnus von Hildesheim, der sie wenig später an die Welfen weiterveräußerte. Die Burg bzw. das Schloss Blumenau wurde zum Sitz eines welfischen Amtes.
1819 wurden dem Amtssprengel die Gemeinden des bisherigen Amts Bokeloh zugelegt. 1852 kamen die Gemeinden Ahlem, Limmer, Davenstedt und Velber zum Amt Linden. 1859 wurde das Amt Blumenau aufgehoben und die Dörfer Luthe, Dedensen, und Kolenfeld sowie die vier früher zu Bokeloh gehörigen Gemeinden an das Amt Neustadt am Rübenberge, der Rest an das Amt Linden abgegeben.

## Amtmänner
(1. Beamte)
- 1736–1764: Heinrich Jonas (von) Rettberg, Amtmann, 1750 Oberamtmann
- 1765–1766: Arnold Friedrich Meyer, Oberamtmann
- 1766–1774: Georg Ludwig Friedrich von Wüllen, Amtmann
- 1775–1807: Johann Christian Niemeyer, Oberamtmann (seit 1796) (1724–1811)
- 1807–1814: Christian Friedrich Friedrichs, Amtmann
- 1815–1849: Franz Arnold Reiche, Oberamtmann († 31. Dez. 1849)
- 1850: unbesetzt
- 1851–1859: Julius Christian Wilhelm Hermann von Sode, Amtsassessor (auftragsweise), 1852 tit. Amtmann, 1853 Amtmann

## Gemeinden
Zum Amt Blumenau gehörten 1859 die Orte
Almhorst,
Barrigsen,
Blumenau,
Bokeloh,
Colenfeld,
Cronsbostel,
Dedensen,
Döteberg,
Düendorf,
Eckerde,
Groß Munzel,
Gümmer,
Harenberg,
Holtensen,
Idensen,
Kirchwehren,
Klein Heidorn,
Lathwehren,
Letter,
Liethe,
Lohnde,
Luthe,
Mesmerode,
Ostermunzel,
Seelze,
Stemmen.
Sowie bis 1852 auch
Ahlem,
Davenstedt,
Limmer,
Velber
und bis 1810 Dunau.